# Raw to the bone
Raw to the bone is het zeventiende album van Wishbone Ash. Het album bestaat uit hardrock uit de jaren ’80 en is een plaat in de categorie New wave of British heavy metal. Het album is opgenomen in de Surrey Sound Studio in Leatherhead onder leiding van muziekproducent Nigel Gray. Wishbone Ash versleet destijds platenlabels en basgitaristen. Van die laatste zijn er op dit album twee te horen; Spence zou officieel deel uitmaken van Wishbone Ash, Lang was kennelijk ingehuurd.
Het album kent verschillende hoezen en haalde geen notatie in de Britse albumlijst.

## Musici
- Andy Powell – gitaar, zang
- Laurie Wisefield – gitaar, zang
- Mervyn Spence ("Spam") – basgitaar, eerste zangstem
- Steve Upton – drums, percussie

met:
- Brad Lang – basgitaar
- Andrew Bown, Simon Butt – toetsinstrument

## Muziek
Alle door Wishbone Ash behalve waar aangegeven

| Nr. | Titel                               | Duur |
| --- | ----------------------------------- | ---- |
| 1.  | Cell of fame                        | 4:32 |
| 2.  | People in motion                    | 3:45 |
| 3.  | Don’t cry                           | 3:23 |
| 4.  | Love is blue                        | 3:38 |
| 5.  | Long live the night                 | 3:27 |
| 6.  | Rocket in my pocket (Lowell George) | 3:40 |
| 7.  | It’s only love                      | 4:07 |
| 8.  | Don’t you mess                      | 3:48 |
| 9.  | Dream (Searcing for an answer)      | 3:25 |
| 10. | Perfect timing                      | 3:50 |